# Afrobeata
Afrobeata é um gênero de aranhas da família Salticidae, conhecidas como aranhas saltadoras. O nome é uma combinação do nome África com Beata um outro gênero de aranhas saltadoras.

## Espécies
- Afrobeata firma Wesolowska & van Harten, 1994 — Socotorá
- Afrobeata latithorax Caporiacco, 1941 — Etiópia
- Afrobeata magnifica Wesolowska & Russell-Smith, 2000 — Tanzânia